# Indigofera howellii
Indigofera howellii är en ärtväxtart som beskrevs av William Grant Craib och William Wright Smith. Indigofera howellii ingår i släktet indigosläktet, och familjen ärtväxter. Inga underarter finns listade i Catalogue of Life.